# 빅토르 우가르테
빅토르 아우구스틴 우가르테 오비에도(스페인어: Víctor Agustín Ugarte Oviedo, 1926년 3월 5일 ~ 1995년 3월 20일)는 볼리비아의 전 축구 선수이다.
우가르테는 볼리비아 축구 국가대표팀 소속으로 45경기를 출전해 16득점을 기록했으며, 1950년 FIFA 월드컵에도 출전하였다.